# Cydippa
Cydippa is een geslacht van kevers uit de familie bladkevers (Chrysomelidae).
De wetenschappelijke naam van het geslacht werd in 1875 gepubliceerd door Félicien Chapuis.

## Soorten
- Cydippa balyi Chapuis, 1875